# Orhan Pamuk
Pour les articles homonymes, voir Pamuk.
Ferit Orhan Pamuk, simplement dit Orhan Pamuk, est un écrivain turc, né le 7 juin 1952 à Istanbul.
Issu d'une famille cultivée de la bourgeoisie stambouliote, Orhan Pamuk envisage d'abord des études de peinture et de journalisme, avant de se consacrer entièrement à la littérature. Son premier roman (Cevdet Bey et ses fils, 1982) s'inspire en partie de son histoire familiale et place au cœur du récit les bouleversements de la Turquie contemporaine et les métamorphoses de sa ville natale, thèmes que l'écrivain n'aura de cesse d'explorer tout au long de son œuvre. En 1983, Le Château blanc, premier roman de Pamuk à être traduit en anglais, marque une étape dans sa carrière d'écrivain et une évolution vers des recherches narratives et formelles proches du postmodernisme et du réalisme magique. L'ouvrage apporte une renommée internationale et une aura de prestige à son auteur, amplifiées au fil des années par de nouveaux grands succès publics et critiques : Le Livre noir (1990), Mon nom est Rouge (1998), Neige (2002), Le Musée de l'innocence (2008) ou Cette chose étrange en moi (2014). Il a aussi publié plusieurs ouvrages sur Istanbul et un livre de souvenirs, D'autres couleurs (2011).
Traduit dans plus de soixante langues, lauréat de nombreux prix littéraires internationaux, Orhan Pamuk est souvent considéré comme l'écrivain turc le plus célèbre dans le monde. Ses romans ont rencontré un succès planétaire depuis leur parution et l'on estime qu'ils se sont vendus à plus de onze millions d'exemplaires. En 2006, il obtient le prix Nobel de littérature, devenant ainsi le premier Turc à recevoir cette prestigieuse distinction. La même année, il est classé par le magazine Time dans la liste des cent personnalités les plus influentes du monde.

## Biographie
Ferit Orhan Pamuk naît à Istanbul, le 7 juin 1952, aux abords de la Corne d'Or, dans la partie occidentale de la ville. Par la suite, l'auteur ne quittera presque jamais la rive nord stambouliote. Il est élevé au sein d'un milieu aisé, cultivé et francophile mais sur le déclin, ce qu'il décrit dans ses romans Cevdet Bey et ses fils (Cevdet Bey ve Oğullar, 1982), Le Livre noir (Kara Kitap, 1990) et dans son autobiographie Istanbul, souvenirs d'une ville (İstanbul: Hatıralar ve Şehir, 2003). Son père est un intellectuel et un ingénieur civil, comme son oncle et son grand-père qui fut à l'origine de la fortune du clan,. Le jeune Ferit grandit dans le quartier européen de Nişantaşı, dans l'immeuble familial portant le même nom.
Bachelier du Robert College, Pamuk, passionné de peinture, étudie d'abord le dessin puis, durant trois années, l'architecture à l'École polytechnique d’Istanbul. Il songe plus d’une fois à laisser tomber ses études en architecture pour devenir artiste-peintre. A la fin du chapitre du livre où il raconte ses discussions avec sa mère qui ne veut pas qu’il abandonne ses études en architecture il conclut: Je ne serai pas peintre mais je serai écrivain. Il ira suivre une formation de journaliste dans une université stambouliote,. Une fois son diplôme obtenu, il s'enferme des journées entières dans l'appartement familial pour écrire. Il habite chez sa mère huit années (de 22 à 30 ans), alors qu'il rédige ses premiers textes et attend la réponse d'un éditeur. Il écrit tout d'abord des nouvelles dont l'une est publiée en 1979. Trois ans plus tard, il se marie avec Aylin Turegenen, une historienne avec laquelle il a une fille, Rüya (ce qui signifie « rêve » en turc), née en 1991. Le premier roman de Pamuk, Cevdet Bey et ses fils trouve difficilement un éditeur, mais rencontre des critiques favorables lors de sa parution en 1982 et se voit attribuer plusieurs prix littéraires en Turquie. Pendant que son épouse finit ses études à l'université Columbia, l'auteur est invité à y être boursier. Il utilise le temps qui lui est imparti pour conduire ses recherches et écrire son roman Le Livre noir (Kara Kitap, 1990) dans la bibliothèque de l'université, la Butler Library.
Il passe trois années à New York, entre 1985 et 1988. Revenu à Istanbul avec son épouse, il s'installe dans un appartement surplombant le détroit du Bosphore et se consacre plus de dix heures par jour à écrire. Le couple se sépare en 2001. En 2006, Pamuk revient aux États-Unis occuper un poste de professeur à l'Université Columbia. Pendant l'année académique 2007-2008, il y enseigne la littérature comparée avec Andreas Huyssen et David Damrosch. Puis il devient écrivain résident au Bard College.
L'auteur se décrit comme une personne de culture musulmane, engagée au service des droits de l'homme, de la liberté d'expression et du dialogue entre les peuples et qui associe la religion à une identification culturelle et historique sans avoir toutefois de connexions personnelles avec Dieu.

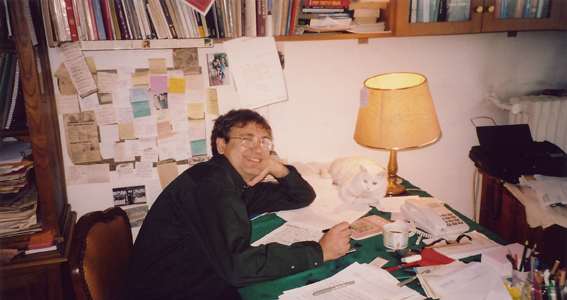
Orhan Pamuk à son bureau

Pamuk a effectué plusieurs autres longs séjours aux États-Unis en qualité d'auteur invité, notamment à l'Université de l'Iowa.
L'auteur est considéré comme contestataire dans son pays, notamment depuis son refus d'accepter le titre d'« artiste d'État » en 1998,. Il a souvent dénoncé, dans ses ouvrages et ses articles, ce qu'il juge être les dérives actuelles de son pays (montée de l'islamisme, injustices sociales, manque de liberté d'expression) ce qui en fait l'ennemi du pouvoir politique, des conservateurs et des nationalistes. Il est le premier écrivain du monde musulman à condamner publiquement la fatwa islamique lancée contre Salman Rushdie en 1989. Il reconnaît également dans la presse en 2005 la culpabilité de la Turquie dans les massacres kurdes et le génocide arménien ce qui lui vaut des menaces de mort et une assignation à comparaître devant les tribunaux. Sous la pression internationale, les poursuites sont finalement abandonnées en 2006, année où il se voit décerner le prix Nobel de littérature.
Cette consécration est suivie par d'autres honneurs : en 2007, Pamuk est appelé à faire partie du jury du 60e Festival de Cannes présidé par Stephen Frears et l'Université Columbia l'accueille pour une année afin d'y donner des cours en littérature comparée. En 2008, Pamuk soutient Milan Kundera, soupçonné d'avoir dénoncé l'un de ses concitoyens dans l'ex-Tchécoslovaquie. En parallèle, il publie avec cinq autres lauréats du prix Nobel (Mikhail Gorbatchev, Desmond Tutu, Dario Fo, Günter Grass et Rita Levi Montalcini) une tribune pour dénoncer le sort de Roberto Saviano, dont la tête est mise à prix par la mafia et en appeler à la responsabilité de l'État italien dans sa lutte contre le crime organisé. En 2010, il s'engage, en compagnie de Grass, pour la libération de l'auteur Doğan Akhanlı. L'année suivante, il apporte son soutien à Pınar Selek, sociologue accusée d'être l'auteur d'un attentat contre l'État turc.
En 2013, il défend le mouvement protestataire turc et les manifestants de la place Taksim.
La même année, il fait partie des signataires, en compagnie de plusieurs écrivains dont quatre autres prix Nobel (Günter Grass, Elfriede Jelinek, J.M. Coetzee et Tomas Tranströmer), d'un manifeste contre la société de surveillance et l'espionnage des citoyens orchestré par les États.
En 2016, il soutient l'écrivain Murat Belge qui comparaît au tribunal pour « insulte » au président Recep Tayyip Erdoğan.

### Un écrivain international
Plusieurs de ses livres ont obtenu de prestigieuses récompenses, tant en Turquie qu'à l'international (voir plus bas la rubrique romans). L'ensemble de son œuvre a également été distingué à de nombreuses reprises.
En 1991, Pamuk remporte le prix de la Découverte européenne[source insuffisante] avec la traduction française de son roman La Maison du silence (Sessiz Ev), dont la première publication date de 1983. En France, il obtient le prix du Meilleur livre étranger en 2002 pour Mon nom est rouge (Benim Adım Kırmızı, paru en Turquie en 2000), le prix Médicis étranger en 2005 pour Neige (Kar, 2002).
Le 22 octobre 2005, à la Foire du livre de Francfort-sur-le-Main, le prestigieux prix de la paix de l'Union des libraires allemands lui est attribué.
Le 4 mai 2007, il reçoit le titre de docteur honoris causa de l'université libre de Berlin. Il est alors considéré comme « un phénomène exceptionnel dans la littérature mondiale ». Pamuk doit cependant reporter son voyage en Allemagne à la suite des menaces de nationalistes turcs consécutives à l'assassinat de Hrant Dink.
Le 17 mars 2009, il est fait docteur honoris causa de l'université de Rouen.
Le 29 octobre 2012, il reçoit des mains de la ministre de la Culture française d'alors, Aurélie Filippetti, les insignes de chevalier de la Légion d'honneur. En parallèle, il se voit décerner le prix Sonning, la plus haute distinction culturelle du Danemark honorant un travail en faveur de la culture européenne.

### Mise en examen et menaces
Au début 2005, Orhan Pamuk fait l’objet de menaces sérieuses contre sa vie après avoir admis l’existence du génocide arménien et la réalité du massacre des Kurdes par l'État turc lors d'une interview accordée à un journal suisse. Lors de cet entretien, il déclare que, entre 1915 et 1917, « un million d'Arméniens et trente mille Kurdes ont été tués sur ces terres, mais personne d'autre que moi n'ose le dire ». Ces déclarations provoquent de vives réactions dans l'opinion publique turque et sont jugées contraires à l'intérêt national. Le sous-préfet de Sütçüler, région d’Isparta, ordonne la destruction de tous les livres de l'écrivain. Rien ne semble avoir été détruit, faute d’ouvrages présents dans les librairies et les bibliothèques de la région. Une chaîne de télévision locale lance même un appel pour retrouver une jeune étudiante ayant déclaré avoir en sa possession un livre de Pamuk.
En octobre 2005, il est mis en examen pour « insulte délibérée à l'identité turque » par la cour d'Istanbul, selon l'article 301 du code pénal. Il maintient cependant ses propos. Il déclare « Mon but était de commencer une petite discussion sur ce tabou, parce qu'il est un obstacle pour notre entrée dans l'Union européenne. », en faisant allusion aux massacres d'Arméniens et de Kurdes. L'auteur aurait dû comparaître en justice le 16 décembre 2005. Lors de l'audience préliminaire, il est frappé avec un dossier et des œufs sont lancés sur sa voiture. Il risque alors quatre ans de prison.
Ce procès soulève une vive contestation dans le monde, notamment de la part d'Amnesty International, des porte-paroles du Pacte international relatif aux droits civils et politiques, du PEN club et de la Convention européenne des droits de l'homme.
En décembre 2005, huit grands écrivains : Gabriel García Márquez, José Saramago, Günter Grass, Umberto Eco, John Updike, Mario Vargas Llosa, Carlos Fuentes et Juan Goytisolo, réclament l'abandon immédiat des charges contre Pamuk et condamnent l'attitude des autorités turques.
Lors d'une conférence de presse, dans laquelle il fait part du soutien massif du monde de la culture dont il bénéficie, Pamuk plaide pour la liberté d'opinion et pour le respect des droits de l'homme en Turquie. Il a également « souhaité de tout cœur que la Turquie fasse partie de l'Union européenne ». Ce procès reporté au 7 février 2006 est symbolique d'une liberté d'expression sévèrement encadrée. Le commissaire européen à l'élargissement, Olli Rehn, avertit que « ce n'est pas Orhan Pamuk qui est jugé mais la Turquie ». Les accusations sont finalement abandonnées le 22 janvier 2006.
L'annonce de l'attribution du prix Nobel à Pamuk en octobre 2006 est mal accueillie au sein de l'élite médiatique, politique et culturelle turque proche du pouvoir et des nationalistes qui invoquent une décision politique et minimisent la valeur littéraire de ses ouvrages. L'avocat d'extrême droite Kemal Kerinçsiz annonce son intention de porter plainte contre l'Académie suédoise et Pamuk est même sommé de prendre position sur le projet de loi française d'alors de reconnaissance officielle du génocide arménien. Le romancier refuse d'alimenter la polémique et se dit fier d'amener cette récompense à la Turquie.
Début février 2007, l'auteur aurait quitté la Turquie pour s'installer aux États-Unis après avoir renoncé à une importante tournée en Allemagne. À la suite de l'assassinat de Hrant Dink, il reçoit en effet de nombreuses nouvelles menaces de la part des milieux nationalistes turcs,.
Le réseau Ergenekon, composé de militants nationalistes, d'officiers de l'armée et de la gendarmerie, de magistrats, de mafieux, d'universitaires et de journalistes, est accusé d'avoir projeté son assassinat.
Le parquet d’Istanbul ouvre une nouvelle enquête contre l'écrivain en novembre 2021, l'accusant d’avoir insulté l’identité turque dans son livre Veba Geceleri (Les Nuits de la peste).

## Œuvre littéraire

### Thématiques

#### La mélancolie
Orhan Pamuk est bien l'écrivain de « l'âme mélancolique de sa ville natale » comme l'a expliqué l'Académie suédoise. En effet, ses ouvrages se caractérisent par l'hüzün (équivalent turc du spleen) dont le sens multiple définit Istanbul et ses habitants. Dans ses livres, ses compatriotes se partagent entre nostalgie de la gloire impériale et incertitude sur l'avenir du pays (cheminement difficile vers la démocratie, obscurantisme, mutations économiques, lien difficile à la laïcité etc.),. Ses romans sont généralement métaphoriques et labyrinthiques. Ils mêlent onirisme et réalisme et oscillent constamment entre passé et présent ou modernité et tradition.

#### Orient et Occident
Par le prisme de la mélancolie, Pamuk se veut l'observateur d'une nation divisée et le conteur d'une Turquie tiraillée entre la tradition musulmane et le modèle occidental. Le romancier explique : « Le véritable trouble réside plutôt dans le fait que beaucoup d'intellectuels et de décideurs estiment qu'être à la fois en Occident et en Orient représente une maladie. Nous sommes en effet géographiquement à la frontière entre deux mondes et notre histoire comme notre culture en découlent. À mes yeux cela représente une chance. Nous avons des partis qui veulent une Turquie totalement occidentale, ou totalement turque, ou totalement islamique. Ces projets radicaux sont réducteurs. Notre richesse est au contraire d'être tout cela à la fois. ».

### Premiers romans
Cevdet Bey et ses fils, son premier roman, qui se veut une fresque généalogique dans la lignée des Buddenbrooks de Thomas Mann traite de l'évolution d'une famille sur trois générations et de l'abandon par celle-ci d'un style de vie turc traditionnel pour un modèle plus occidentalisé,. Il entrelace une multiplicité de petits récits qui fondent la chronique de la vie quotidienne des Stambouliotes sur sept décennies d'Histoire, de l'abolition du sultanat à l'aube du Coup d'État du 12 septembre 1980.
L'œuvre emprunte beaucoup d'éléments à la propre histoire de l'auteur. Elle brosse le portrait de Cevdet Bey, premier commerçant musulman de Constantinople qui s'oppose en 1905 au monopole des minorités arménienne, grecque et juive sur les activités commerciales ottomanes. D'inspiration réaliste, ce roman, qui évoque la décadence et le tragique de l'Histoire, n'est pas encore caractérisé par le cheminement ésotérique des textes postérieurs de l'auteur. Cependant, il pose déjà les thèmes du double et de l'art, centraux dans sa production romanesque. Ce double motif se retrouve dans l'évocation de la vie d'Ahmet, le petit-fils de Cevdet. Ce peintre solitaire, en rupture avec le tumulte politique turc des années 1970, tente d'exécuter le portrait de son grand-père en renouant ainsi la chaîne du temps.
La Maison du silence raconte, selon cinq perspectives narratives différentes, la visite, en 1980, par plusieurs membres d’une même famille à une aïeule dans une ville maritime au moment où la Turquie craint une guerre civile. Alors que le récit fait circuler les points de vue, les opinions politiques et les voix divergentes, se forme le tableau d'une société marquée par l'instabilité et le chaos dans laquelle des groupes radicaux se disputent le pouvoir.

### Le Château blancetLe Livre noir
Le Château blanc (Beyaz Kale, 1985) approfondit le thème de prédilection du romancier : le jeu sur le double et les identités multiples. Premier roman de Pamuk à être traduit en anglais, Le Château blanc prend l'allure d'une fiction historique et reconstitue l'Empire ottoman avec une extrême minutie. Abolissant la frontière entre réalité avérée et irrationnel, l'œuvre s'oriente vers une forme plus audacieuse, rapprochée du réalisme magique latino-américain. Elle conte la relation passionnée au XVIIe siècle entre un esclave vénitien et un intellectuel turc, parfait miroir l'un de l'autre sur le plan physique et psychique. Entre l'Italien et le hodja, les deux facettes d'un même moi, s'opère un échange d'identités qui bouleverse le cours de l'histoire. Avec Le Livre noir, l'écrivain prend ostensiblement ses distances avec le réalisme social en vigueur dans la littérature turque. Il évolue alors vers un style expérimental et une forme de mysticisme qu'il ne quittera plus. Le Livre noir dévoile le penchant de Pamuk pour le soufisme, utilisant les codes du roman policier en trompe-l’œil. L'ouvrage met en scène, dans une Istanbul mystérieuse, tourbillonnante et fantasmagorique, les pérégrinations d'un avocat à la recherche de son épouse disparue et de son demi-frère journaliste avec lequel il finit par changer d'identité. Au fil de l'impossible quête de vérité du protagoniste, de nombreux récits, univers et périodes historiques s'enchevêtrent de manière vertigineuse.

### La Vie nouvelle,Mon nom est RougeetNeige
La Vie nouvelle (Yeni Hayat, 1994) évoque un mystérieux livre ayant le pouvoir de changer la vie de ceux qui le lisent et Mon nom est Rouge, qui apporte à Pamuk la célébrité à l'international, superpose énigme criminelle, reportage historique sur la miniature ottomane et persane classique et fable sur l'amour. Ces deux romans marquent une nouvelle étape dans la carrière de leur auteur. Pamuk abandonne définitivement le naturalisme des débuts au profit de techniques littéraires post-modernes : jeu sur les codes de la fiction, écriture transdisciplinaire (références érudites aux sciences, aux sciences humaines et à l'art), mise en abyme, polyphonie, métafiction ou encore mélange des genres (roman policier, récit sentimental, conte, poésie, chant, notations philosophiques). D'autres caractéristiques apparaissent : contraction du surnaturel et de la réalité quotidienne, recours aux récits enchâssés, digressions verbales et adresses au lecteur…
Le roman Neige accélère cette mutation. Tout en continuant ses recherches narratives et formelles, Pamuk situe sa fiction dans la Turquie contemporaine à travers le retour d'un poète turc exilé à Francfort, en quête de lui-même et de son pays, à Kars, ancienne ville-frontière des Empires russe et ottoman. L'écrivain investit pour la première fois le champ politique, abordant les déchirures du pays : refoulement du passé, montée de l'intégrisme, croissance du nationalisme, inégalités sociales, crise économique, questionnement sur la conformation au modèle occidental… Néanmoins, l'auteur cherche à rendre compte d'un contexte troublé sans pour autant prendre position, ni imposer son point de vue au lecteur. Adapté pour le théâtre par Blandine Savetier, Neige est joué du 1er au 16 février 2017 au Théâtre national de Strasbourg (TNS).

### Récents ouvrages
Dans Istanbul, souvenir d'une ville, Pamuk circonscrit ses souvenirs de jeunesse et différentes images de sa ville natale autour de laquelle il a bâti son œuvre.
Le Musée de l'innocence (Masumiyet Müzesi, 2008) narre une relation amoureuse contrariée entre deux Stambouliotes issus d'un milieu social différent. Sur fond de récit initiatique, de fétichisme amoureux et de mythes, l'ouvrage retrace l'histoire contemporaine de la Turquie et parodie les romans à l'eau de rose et le cinéma turc des années 1970,.
Cette chose étrange en moi (2014) est une sorte d'épopée d'un humble Anatolien venu vivre et travailler à Istanbul, entre 1969 et 2012, peut-être naïf, peut-être simplement dépourvu de méchanceté.

### Caractéristiques du style
La prose de l'auteur, d'une grande richesse, amalgame poésie, conte et chronique. Elle évolue vers des directions et expérimentations diverses. Pamuk s'écarte des conventions littéraires et linguistiques turques, soumises à une réforme d'État de 1923 visant à simplifier la grammaire, la syntaxe et le vocabulaire et à évincer la plupart des emprunts à l'arabe et au persan. Il mêle indistinctement des registres culturels divers : élitaire, historique, légendaire, allégorique ou populaire et cherche à ouvrir de nouveaux modes d'expression par des jeux de miroir sur l'exemple de Jorge Luis Borges. Ouvertement métissée et cosmopolite, son écriture foisonne de notations hétérogènes et de signes polysémiques, privilégiant la description sans pour autant lasser le lecteur. Pamuk est loué pour son art du détail et sa manière de témoigner de la vie quotidienne passée et présente (notamment lorsqu'il ressuscite le folklore du quartier de Nişantaşı dans Cevdet Bey et ses fils). Ses derniers romans développent des procédés novateurs (rupture de syntaxe, collages, décalages verbaux, annonces, alternance de registres stylistiques...). La construction de ses récits se veut sophistiquée, dense et complexe : narration multiple, temporalités gigognes, chronologie disloquée ou encore pluralité des points de vue. Son style combine les traditions narrative et poétique du monde arabo-musulman à l'avant-garde occidentale,. Pamuk déclare : « Je fais des collages […]. Je puise aussi dans les mythologies de l’islam et dans les récits classiques de la Turquie, des récits que j’associe toujours à des techniques et à des motifs contemporains. ». Il ajoute : « Chacun de mes livres est né d'idées volées sans honte aux expérimentations du roman occidental, et mélangées avec les contes de la tradition islamique. Du contact de ces deux styles dangereusement assemblés naît une étincelle violente, éclectique, dadaïste. ».

### Influences
Outre le conte, les légendes musulmanes et l'histoire ottomane, la critique décèle l'empreinte de Franz Kafka, Borges, Italo Calvino, García Márquez, Grass et Rushdie dans les recherches de style et de narration postmodernes des romans de Pamuk,. Ce dernier dit avoir été marqué par la poésie de Dante et Kazi Nazrul Islam. Dans l'essai D'autres couleurs, il propose un musée imaginaire où se croisent Les Mille et Une Nuits, Tristram Shandy, Victor Hugo, Fedor Dostoïevski, Vladimir Nabokov, Albert Camus, Thomas Bernhard et Rushdie.

Pamuk affirme de plus avoir été influencé par la culture francophile de son père, traducteur turc de Paul Valéry, qui séjournait souvent à Paris et fréquentait Jean-Paul Sartre et Simone de Beauvoir au Café de Flore. Pour l'auteur, la Turquie est globalement plus imprégnée de culture française que britannique : 

« L'intelligentsia turque n’a jamais été influencée par les écrivains anglais. Alors que les Français ont toujours été très populaires parmi nos intellectuels. Gautier a incontestablement influencé les intellectuels turcs. Gide également. Nos écrivains ont mieux compris Istanbul à travers le regard des écrivains français. »

À l'adolescence, Pamuk se plonge dans la lecture de Sartre mais également d'Honoré de Balzac, Stendhal, Léon Tolstoï, Dostoïevski, Nabokov, William Faulkner, Calvino, Borges, García Márquez et Virginia Woolf qui nourrissent son ambition littéraire.
À 18 ans, il découvre l'œuvre de Marcel Proust et Emmanuel Kant. Pour la rédaction de Mon nom est rouge, le romancier s'inspire largement du Nom de la rose d'Umberto Eco et Possession d'Antonia Susan Byatt pour le mélange de polar, de roman historique et d'érudition. La critique décèle également une référence explicite au Pendule de Foucault d'Eco dans Le Livre noir pour la façon dont les deux romans se moquent de la folie interprétative de leurs protagonistes, conduisant à un décryptage érudit et délirant de messages codés dans le moindre objet ou micro-événement du quotidien. Avec Istanbul, souvenir de ma ville, Pamuk dit vouloir se situer dans la tradition des grands livres de mémoires, des Confessions de Jean-Jacques Rousseau à Enfance de Tolstoï, en passant par Autres Rivages de Nabokov.
Par ailleurs, il reconnaît la peinture à laquelle il souhaitait se consacrer dans sa jeunesse et le cinéma comme deux grandes sources d'inspiration pour son œuvre et cite Maurice Utrillo, Camille Pissarro, Jacques Tati, Ingmar Bergman, Federico Fellini, Werner Herzog, Stanley Kubrick et Martin Scorsese parmi ses artistes préférés,.

## Œuvres

### Romans
- Cevdet Bey ve Oğulları (1982) Publié en français sous le titre Cevdet Bey et ses fils, traduit du turc par Valérie Gay-Aksoy, Paris, Gallimard, coll. « Du monde entier », 2014, 752 p.  (ISBN 978-2-07-013793-0) ; réédition, Paris, Gallimard, coll. « Folio » no 6015, 2015, 963 p.  (ISBN 978-2-07-046605-4)
- Sessiz Ev (1983) Publié en français sous le titre La Maison du silence, traduit du turc par Münevver Andaç, Paris, Gallimard, coll. « Du monde entier », 1988, 398 p.  (ISBN 2-07-071085-8) ; réédition, Paris, Gallimard, coll. « Folio » no 5138, 2010, 475 p.  (ISBN 978-2-07-043789-4)
- Beyaz Kale (1985) Publié en français sous le titre Le Château blanc, traduit du turc par Münevver Andaç, Paris, Gallimard, coll. « Du monde entier », 1996, 195 p.  (ISBN 2-07-073263-0) ; réédition, Paris, Gallimard, coll. « Folio » no 3291, 1999, 258 p.  (ISBN 2-07-041106-0)
- Kara Kitap (1990) Publié en français sous le titre Le Livre noir, traduit du turc par Münevver Andaç, Paris, Gallimard, coll. « Du monde entier », 1994, 475 p.  (ISBN 2-07-073262-2) ; réédition, Paris, Gallimard, coll. « Folio » no 2897, 1996, 715 p.  (ISBN 2-07-040119-7)
- Yeni Hayat (1995) Publié en français sous le titre La Vie nouvelle, traduit du turc par Münevver Andaç, Paris, Gallimard, coll. « Du monde entier », 1998, 311 p.  (ISBN 2-07-074333-0) ; réédition, Paris, Gallimard, coll. « Folio » no 3428, 2000, 443 p.  (ISBN 2-07-041478-7)
- Benim Adım Kırmızı (1998) Publié en français sous le titre Mon nom est Rouge, traduit du turc par Gilles Authier, Paris, Gallimard, coll. « Du monde entier », 2001, 573 p.  (ISBN 2-07-075686-6) ; réédition, Paris, Gallimard, coll. « Folio » no 3840, 2003, 739 p.  (ISBN 2-07-042817-6)
- Kar (2002) Publié en français sous le titre Neige, traduit du turc par Jean-François Pérouse, Paris, Gallimard, coll. « Du monde entier », 2005, 485 p.  (ISBN 2-07-077124-5) ; réédition, Paris, Gallimard, coll. « Folio » no 4531, 2007, 624 p.  (ISBN 978-2-07034454-3)
- Masumiyet Müzesi (2008) Publié en français sous le titre Le Musée de l'innocence, traduit du turc par Valérie Gay-Aksoy, Paris, Gallimard, coll. « Du monde entier », 2011, 672 p.  (ISBN 978-2-07-078659-6) ; réédition, Paris, Gallimard, coll. « Folio » no 5481, 2012, 814 p.  (ISBN 978-2-07-044832-6)
- Kafamda Bir Tuhaflık (2014) Publié en français sous le titre Cette chose étrange en moi, traduit du turc par Valérie Gay-Aksoy, Paris, Gallimard, coll. « Du monde entier », 2017, 688 p.  (ISBN 978-2-07-011368-2)
- Kırmızı Saçlı Kadın (2016) Publié en français sous le titre La Femme aux cheveux roux, traduit du turc par Valérie Gay-Aksoy, Paris, Gallimard, coll. « Du monde entier », mars 2019,  (ISBN 978-2-07-272004-8)
- Veba Geceleri (2021) Publié en français sous le titre Les Nuits de la peste, traduit du turc par Julien Lapeyre de Cabanes, Paris, Gallimard, coll. « Du monde entier », mars 2022, 684 p. -  (ISBN 978-2-07-285-729-4)

### Récits autobiographiques
- İstanbul: Hatıralar ve Şehir (2003) Publié en français sous le titre Istanbul, souvenirs d'une ville, traduit du turc par Jean-François Pérouse, Savas Demirel et Valérie Gay-Aksoy, Paris, Gallimard, coll. « Du monde entier », 2007, 445 p.  (ISBN 978-2-07-077627-6) ; réédition, Paris, Gallimard, coll. « Folio » no 4798, 2008, 547 p.  (ISBN 978-2-07-035860-1) ; réédition partielle sous le titre Mon père, et autres textes, traduit du turc par Valérie Gay-Aksoy et Gilles Authier, Paris, Gallimard, coll. « Folio 2 euros » no 5422, 2012, 86 p.  (ISBN 978-2-07-044539-4)

### Essais, nouvelles et autres textes
- Gizli Yüz, scénario, İstanbul, Can Yayınları (1992), inédit en français
- Öteki Renkler (1999) Publié en français sous le titre D'autres couleurs, 76 essais, discours ou récits, traduit du turc par Valérie Gay-Aksoy. - Paris: Gallimard, 2009. - 554 p. - coll. « Du monde entier ». -   (ISBN 978-2-07-078660-2) ; réédition, Paris : Gallimard, 2011. - 689 p. - coll. « Folio » no 5194. -  (ISBN 978-2-07-044036-8)
- Manzaradan Parçalar (2010) Publié en français sous le titre L'Innocence des objets, traduit du turc par Valérie Gay-Aksoy. -  Paris : Gallimard, 2012. - 263 p. -  (ISBN 978-2-07-013843-2)
- The Naïve and the Sentimental Novelist (2011) Publié en français sous le titre Le Romancier naïf et le romancier sentimental, traduit de l'anglais par Stéphanie Levet. - Paris : Gallimard, 2012. - coll. « Arcades » no 103}. -  (ISBN 978-2-07-013519-6)
- Balkon. (2018) Photographs by Orhan Pamuk. - Göttingen : Steidl, 2018. -  (ISBN 978-3-95829-399-1)
- Orange (2020) Photographs by Orhan Pamuk. - Göttingen : Steidl, 2020. -  (ISBN 978-3-95829-653-4)
- Uzak Daglar ve Hatirlar (2022) Publié en français sous le titre Souvenirs des montagnes au loin : carnets dessinés, traduit du turc par Julien Lapeyre de Cabanes, Paris, Gallimard, 2022. -   (ISBN 978-2-07-290663-3)

### Ouvrage paru uniquement en français
- Istanbul, photographies d'Ara Güler, texte d'Orhan Pamuk, traduit du turc par Gilles Authier, Paris, Les Éditions du Pacifique, 2009, 177 p.  (ISBN 978-2-87868-130-7)

## Distinctions

### Prix Nobel de littérature
Le jeudi 12 octobre 2006, l'Académie suédoise annonce que le prix Nobel de littérature pour l'année 2006 est décerné à Orhan Pamuk « qui, à la recherche de l'âme mélancolique de sa ville natale, a trouvé de nouvelles images spirituelles pour le combat et l'entrelacement des cultures », tel que le précise le communiqué du secrétaire perpétuel de l'Académie. Quelques semaines plus tard, le 7 décembre 2006, l'écrivain reçoit son prix à Stockholm des mains d'Horace Engdahl, et prononce un discours d'une quarantaine de minutes, en turc, intitulé La valise de mon papa (Babamın bavulu),.

### Récompenses littéraires

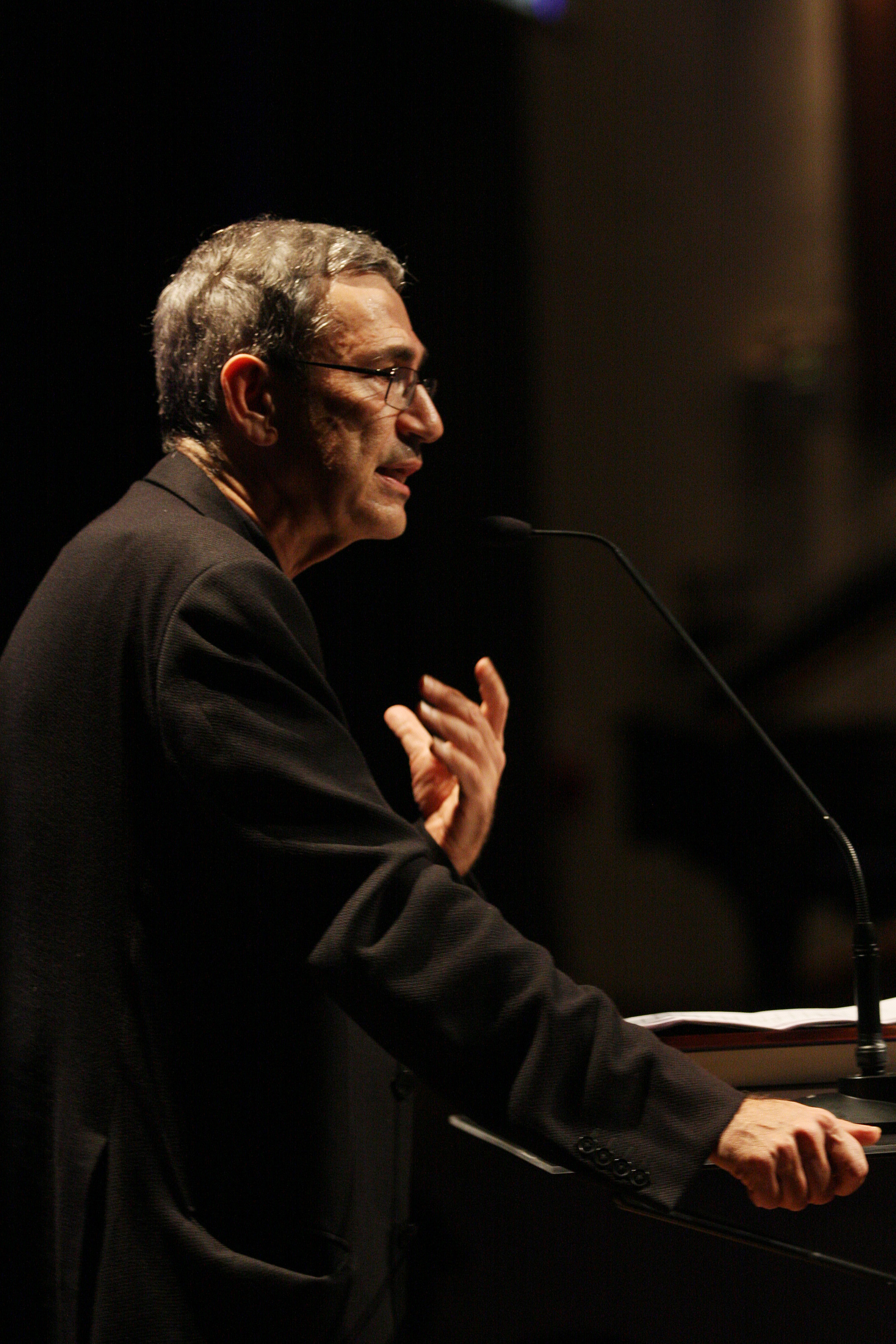
Pamuk participe régulièrement à des manifestations littéraires internationales. Ici lors d'une conférence du projet Fronteiras do Pensamento, en 2011 (Brésil).

- 1990 : Independent Foreign Fiction Prize (Royaume-Uni) — pour le roman Le Château blanc.
- 2002 : International IMPAC Dublin Literary Award (Irlande) — pour le roman Mon nom est Rouge.
- 2002 : Prix Grinzane Cavour (Italie) — pour le roman Mon nom est Rouge.
- 2002 : Prix du Meilleur Livre étranger (France) — pour le roman Mon nom est Rouge.
- 2005 : Prix Médicis étranger (France) — pour le roman Neige.
- 2005 : Prix de la paix des libraires allemands (Allemagne) — pour le roman Neige.
- 2005 : Ricarda-Huch-Preis (Allemagne) — pour le roman Neige.
- 2006 : Prix Nobel de littérature (Suède) — pour l'ensemble de son œuvre.
- 2008 : Ovid Prize (Roumanie) — pour l'ensemble de son œuvre.
- 2010 : Norman Mailer Prize (États-Unis) — Lifetime Achievement pour l'ensemble de son œuvre.

### Honneurs
Académiques
- 2005 : Membre honorifique de l'Académie américaine des arts et des lettres.
- 2008 : Membre honorifique de l'Académie chinoise des sciences sociales.
- 2008 : Membre honorifique de l'Académie américaine des arts et des sciences.

Doctorat honoris causa
- 2008 : Université américaine de Beyrouth.
- 2009 : Université de Rouen-Normandie.
- 2010 : Université de Tirana.
- 2010 : Université Yale.
- 2011 : Université Saint-Clément-d'Ohrid de Sofia.
- 2017 : Université d'État de Saint-Pétersbourg.
- 2017 : Académie des beaux-arts de Brera.
- 2023:  Université Paris-Nanterre[40]

### Décorations
- 2006 :  Commandeur de l'ordre des Arts et des Lettres (France)
- 2012 :  Officier de la Légion d'honneur (France)